# Labastide-du-Vert
Labastide-du-Vert is een gemeente in het Franse departement Lot (regio Occitanie) en telt 215 inwoners (1999). De plaats maakt deel uit van het arrondissement Cahors.

## Geografie
De oppervlakte van Labastide-du-Vert bedraagt 10,6 km², de bevolkingsdichtheid is 20,3 inwoners per km².

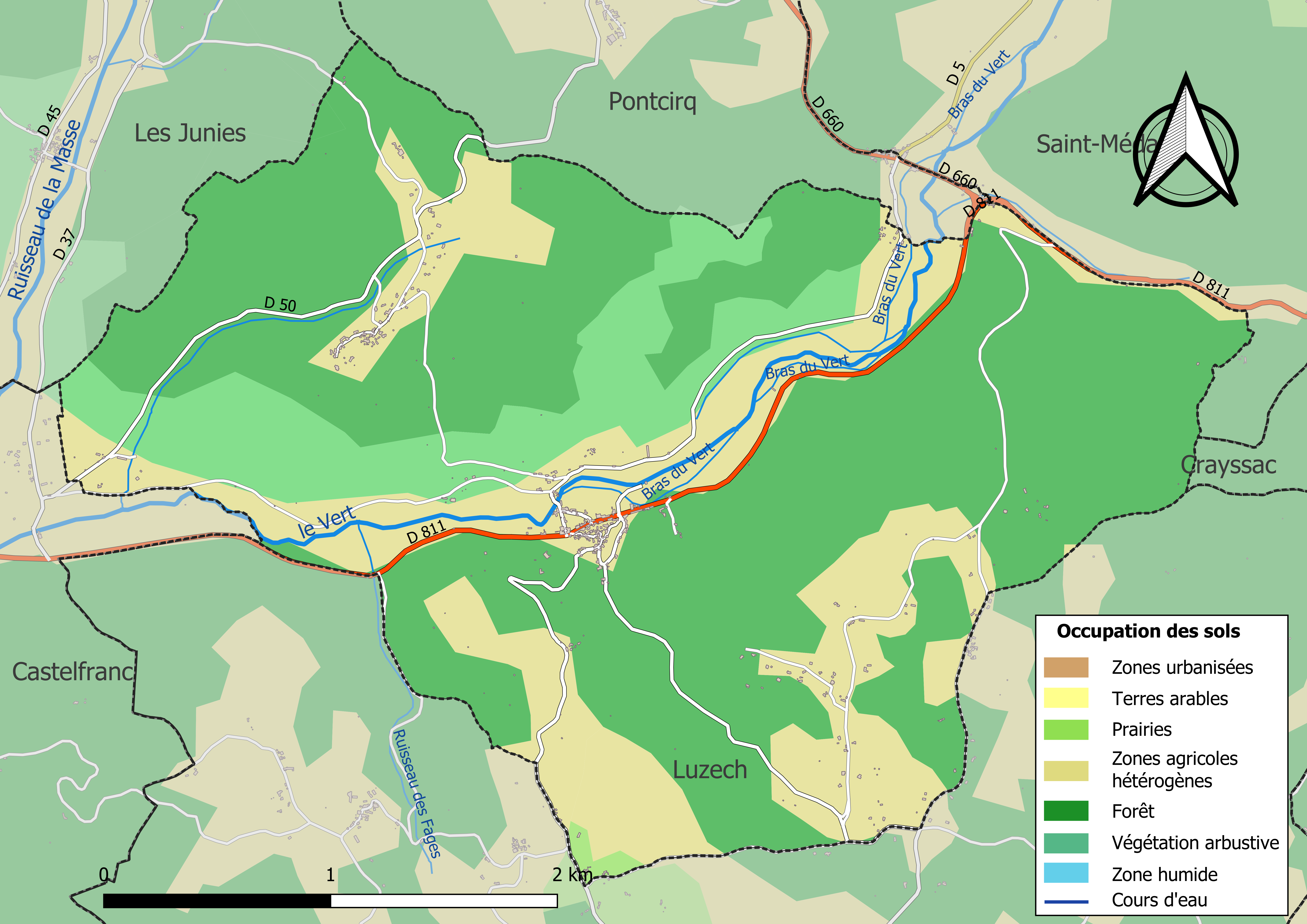
Kaart van de gemeente met de belangrijkste infrastructuur, bodemgebruik en omliggende gemeenten

## Demografie
Onderstaande figuur toont het verloop van het inwonertal (bron: INSEE-tellingen).